# Cremonini S.p.A.
Cremonini ist ein italienisches Unternehmen mit Sitz in Castelvetro di Modena das in den Bereichen Fleischwirtschaft, Lebensmittel-Direktvertrieb und Catering aktiv ist.

## Geschichte
Die Cremonini-Gruppe entstand aus dem 1963 von Luigi Cremonini gegründeten Schlachtbetrieb INALCA. 1976 stellt die Firma erstmals Pökelfleisch her.
1979 übernahm sie die MARR S.p.A., wonach der Einstieg in den Vertrieb an die Cateringbranche folgte. 1982 übernahm Cremonini den Kantinen-Dienstleister Agape. 1985 erwarb Cremonini sechs Fastfood-Imbisse vom staatlichen italienischen Lebensmittelkonzern SME. Innerhalb weniger Jahre entstanden unter der Marke Burghy 96 Fastfood-Restaurants, die Kette war zu einem der Marktführer im italienischen Fastfood-Geschäft gewachsen. 1986 begann Cremonini mit Haus-zu-Haus-Vertrieb, 1990 mit der Herstellung von Gewürzen und Aromen. 1995 kaufte das Unternehmen Harry’s Bar in Rom hinzu.
Ab 1995 jedoch veräußerte das Unternehmen mehrere nicht strategisch wichtige Aktivitäten und konzentrierte seine Investitionen auf sein Kerngeschäft. Ende der 1990er Jahre erlangte Luigi  die volle Kontrolle über die Unternehmen der Gruppe, nachdem er zunächst 1996 den Drittelanteil seines Bruders Giuseppe und 1998 ein weiteres Drittel von den Erben des Mitbegründers Brandini erwerben konnte. Die Burghy-Restaurants gab er an McDonald’s ab und vereinbarte im Gegenzug eine fünfjährige Belieferung des US-Konzerns mit Hamburgern durch Inalca. Außerdem stieß Cremonini die Speiseölproduktion sowie das Wein- und Mineralwassergeschäft ab.
Im Juli 2006 schloss Cremonini den schrittweisen Erwerb aller Anteile des im Catering für Autobahnraststätten tätigen Unternehmens Moto S.p.A. von der Compass Group ab. Ende 2007 erwarb der brasilianische Rindfleischkonzern JBS für 225 Millionen Euro 50 % an der INALCA SpA., beendete diese Beteiligung aber 2011 wieder.

### Börsennotierung
Die  Cremonini S.p.A. ist eine Aktiengesellschaft, deren Aktien erstmals am 11. Dezember 1998 an der Borsa Italiana notiert wurden. Vom 2. Juli 2001 bis 2008 war sie im Star-Segment für Klein- und Mittelunternehmen der Borsa Italiana notiert. Im Juni 2005 brachte die Cremonini-Gruppe ihr Tochterunternehmen MARR S.p.A. an die italienische Börse im Star-Sektor, behielt jedoch eine Kontrollmehrheit von 57,4 % der Anteile.
2015 wurden die Vorstände Luigi und Vincenzo Cremonini wegen Insiderhandel im Rahmen des Börsenrückzuges der Cremonini S.p.A. 2008 angeklagt.[veraltet]

## Unternehmensstruktur
Die Familie Cremonini hält direkt oder indirekt 58,6 % der Anteile der Cremoni-Gruppe. Das Unternehmen ist mit verschiedenen Tochtergesellschaften in die drei Geschäftsfelder Produktion von Fleisch, Wurstwaren und Gewürzen, Vertrieb und Restaurantdienstleistungen/Catering gegliedert.
Bekannte Marken und Tochtergesellschaften:
- Italia Alimentari S.p.A., Busseto
  - Ibis Wurst- und Schinken
  - Corte Buona Wurstwaren
- Inalca S.p.A., Modena
  - INALCA Rindfleisch
  - Montana Wurst und Fleischwaren
  - Manzotin Dosenfleisch
- Inalca Food & Beverage S.R.L, Castelvetro
  - IF&B Feinkost
- Marr SpA, Rimini
  - MARR Distribution
- Roadhouse Grill Italia S.r.l., Modena
  - Roadhouse Die erste italienische Steakhouse-Kette
- Chef Express S.p.A.,  Castelvetro
  - chef express Catering – Italienischer Marktführer im Zug-Catering